# Regalia

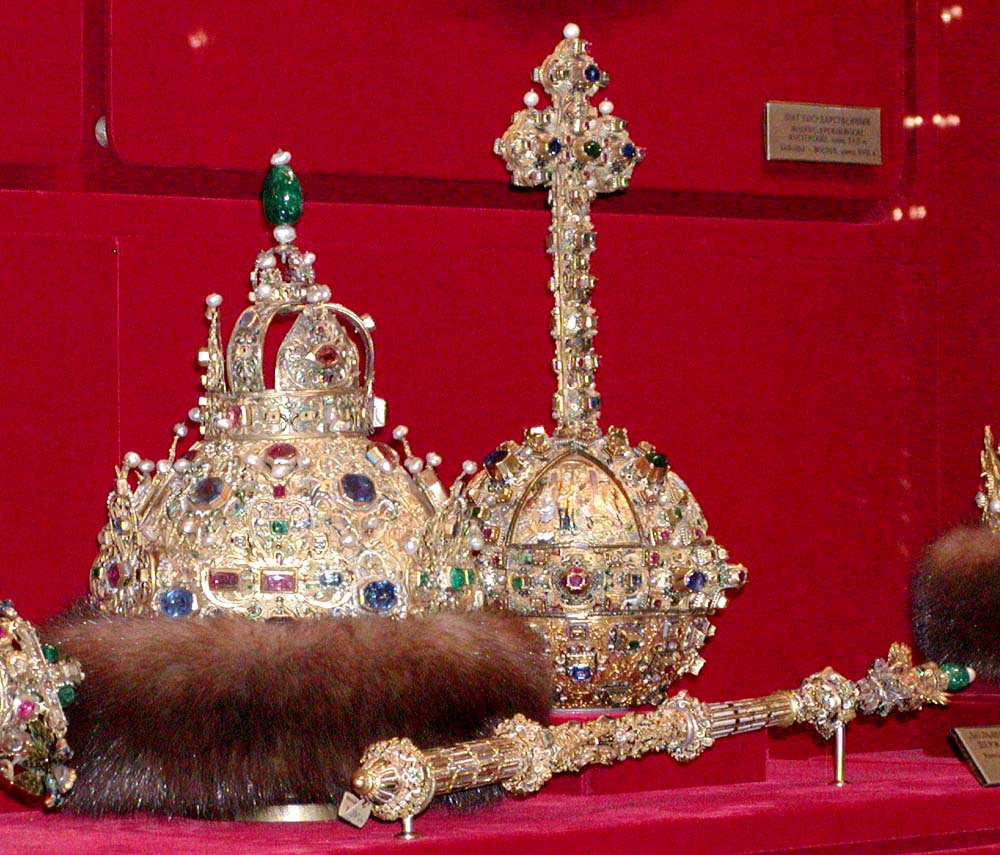
Regalia dell'Impero russo

La regalia (in latino regalia, "le cose del re", e iura regalia, "i diritti del re") è una prerogativa della sovranità che nel Medioevo era riservata al re, all'imperatore o al sovrano in generale; sono regalie in particolare le tasse e le insegne regali.

## Storia

### Sacro Romano Impero

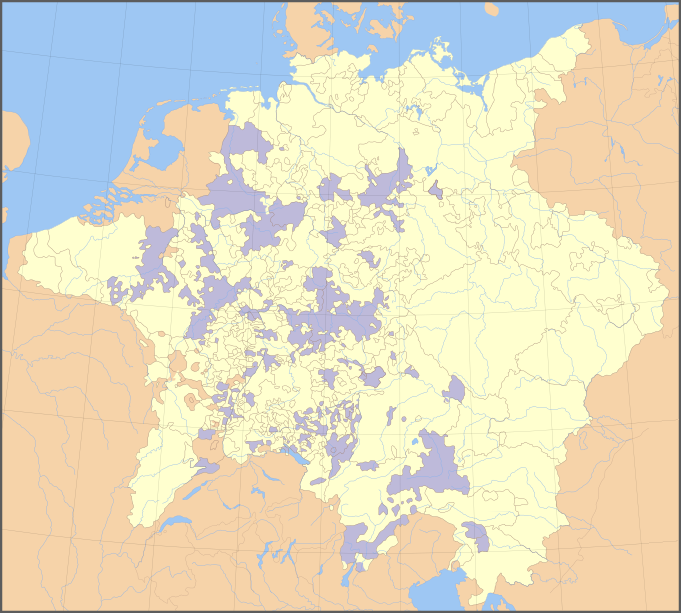
Sacro Romano Impero (1648) e stati ecclesiastici (in indaco) entro i suoi confini

Il fondamento giuridico formale delle regalie nell'Impero germanico è la costituzione imperiale quae sunt regalia composta in occasione della dieta di Roncaglia, voluta dall'imperatore Federico Barbarossa nel 1154. Tale costituzione imperiale elenca, tra le regalie principali, vectigalia (il potere di imporre le tasse), argentaria (il diritto all'estrazione mineraria), thesauri (il diritto sui tesori rinvenuti), fodrum (prestazioni dovute per il mantenimento della corte imperiale) e monetae (il diritto di battere moneta). 
Nel diritto longobardo si distingueva tra regalia maiora e minora, ovvero diritti sovrani veri e propri ed esercizio di monopoli volti unicamente a rimpolpare le casse imperiali, le cosiddette regalia fisci (diritti fiscali): di questi ultimi faceva parte il diritto di imporre dazi, mentre il diritto di batter moneta aveva uno status ambiguo. 
Ulteriori regalie erano i diritti di caccia, la tutela degli ebrei, il diritto sulle proprietà per le quali non vi erano eredi. Nel Sacro Romano Impero, diversamente dalle altre monarchie europee, nel corso dei secoli si assiste alla tendenza ad affidare sempre più l'esercizio delle regalie ai principi territoriali (invece che riservarle al sovrano), distruggendo di fatto l'unità dell'impero.

### Lotta per le investiture
Sono considerate regalie anche i diritti dell'imperatore o di un sovrano di nominare vescovi o arcivescovi, o di presiedere con funzionari statali all'amministrazione fiscale e giuridica delle diocesi dell'impero o della nazione. Tali privilegi sorsero entro la Chiesa Romana, nelle concessioni operate dai papi agli imperatori in lotta contro l'arianesimo o la chiesa ortodossa, e furono poi ampiamente contrastate da papa Gregorio VII, nel fenomeno conosciuto più genericamente dalla storiografia come lotta per le investiture. 
Gregorio VII, nelle sue riforme, sancì il diritto esclusivo del papa di nominare vescovi e arcivescovi, e di stabilirne vicari e supervisori. Tale movimento noto come "riforma gregoriana" fu più volte oggetto di dibattito giuridico: al sorgere della riforma protestante, quando fu messo in discussione il fondamento storico e teologico del primato del vescovo di Roma, nelle scuole giuridiche europee più sensibili agli influssi del giansenismo, e nelle disposizioni politiche di alcuni sovrani in Francia (gallicanesimo, Impero napoleonico), Austria (giuseppinismo), o Spagna e Napoli (Borboni).